# Ondes de choc (mini-série)
Pour les articles homonymes, voir Onde de choc (homonymie).
Ondes de choc est une mini-série française en 6 épisodes de 52 minutes écrit par Cristina Arellano, Sylvie Coquart et Pierre-Yves Lebert, réalisée par Laurent Carcélès, et diffusée les 15 et 22 septembre 2007 sur France 3.

## Résumé
La série est inspirée de l'explosion de l'usine AZF de Toulouse en 2001.
Dans le sud de la France, alors qu'une classe de CM2 visite une usine chimique, la DED, l'entrepôt no 8 est détruit par une violente explosion. La série prend alors la forme d'un whodunit pour déterminer qui est le responsable de cette explosion, chaque épisode relatant les événements selon le point de vue d'un des protagonistes :
- épisode 1 : Inès Garcia, une ingénieure chimiste chargée de la sécurité ;
- épisode 2 : Marion Lecoq, une technicienne de surface ;
- épisode 3 : François Pernelle, le directeur de l'usine ;
- épisode 4 : Samira Allem, l'institutrice de la classe de CM2 ;
- épisode 5 : Clément Gorce, un des élèves de la classe de CM2 ;
- épisode 6 : Colonel Rossi, gendarme chargé de l'enquête.

## Fiche technique
- Réalisateur : Laurent Carcélès
- Scénario, adaptation, dialogues : Cristina Arellano, Sylvie Coquart, Pierre-Yves Lebert
- Musique originale : Carolin Petit
- Photographie : Thierry Schwartz
- Montage : Sylvie Laugier, Alain Caron
- Décors : Michel Blaise, Ramora
- Production : Nicole Flipo
- Sociétés de production : Télé Images Création, France 3, RTL-TVI, Be Films
- Durée : 6 × 52 minutes
- Diffusion : 15 septembre 2007 (épisodes 1 à 3) et 22 septembre 2007 (épisodes 4 à 6) sur France 3
  - Rediffusions juin-juillet 2008 sur 13ème rue
  - Rediffusions septembre-novembre 2008 et avril-mai 2011 sur TV5 Monde

## Distribution
- Alexandra Vandernoot : Inès Garcia
- Armelle Deutsch : Marion Lecoq
- Jean-Yves Berteloot : François Pernelle
- Alika Del Sol : Samira Allem
- Paul Secchi : Clément Gorce
- Aurélien Recoing : Colonel Rossi
- Micky Sébastian : Marthe Pernelle
- Thomas Chabrol : Gérard Pernelle
- Nicolas Gob : Jérome Lecoq
- Alexandre Zambeaux : Fred Louvet
- Micky El Mazroui : Kamel Allem, frère de Samira
- Rabah Loucif : Yussuf Allem, père de Samira
- Erick Deshors : Vilmer
- Lorenzo Ausilia-Foret : Ruben, l'enfant de la compagne d'Inès
- Pierre Martot

## Production
Les épisodes ont été tournés de janvier à avril 2007, à Marseille et aux alentours.
C'est la sixième collaboration de Jean-Yves Berteloot avec le réalisateur Laurent Carcélès.
De même, les trois scénaristes avaient déjà travaillé ensemble auparavant.